# Українець-Час (газета)
«Українець-Час» — український тижневик націоналістичного напряму, який виходив з 1949 у м. Фюрт (Західна Німеччина) після злиття окремих газет «Українець» і «Час (газета)».

## Редактори
- Д. Штикало (1949—1952)
- Д. Чайковський (1952—1956)
- Б. Вітошинський (1956—1960).